# ハリケーン・リリ、ボストン・マリ
「ハリケーン・リリ、ボストン・マリ」は、日本の音楽グループAAAの7枚目のシングル。2006年5月31日にavex traxから発売された。

## 概要
- 前作「Shalala キボウの歌」から約2ヵ月ぶりの発売となる。ファンクラブの「AAA PARTY」創立記念企画曲である。
- 「ハリケーン・リリ、ボストン・マリ」は、真島昌利が作詞・作曲を担当した。略して"リリマリ"と呼ばれる。真島によれば、リリ、マリは女性名であるが解釈は聞いた人にまかせるとのこと[1]。
- 2006年6月4日、リリースを記念してSHIBUYA@FUTUREにて「リリマリカフェ」をオープンし、CD購入者特典とメンバー参加の抽選会、リリマリカフェオリジナルドリンク、超レアアイテムの展示などを行った。
- 2006年、「ベストヒット歌謡祭」2006「ゴールドアーティスト賞」受賞曲。
- 「ハリケーン・リリ、ボストン・マリ」のサビでは、手を顔の横で水平に回すダンスがあり、ライブではこのダンスを利用して観客がタオルを振り回す。
- 『ALL/2』・『ALL』・『ATTACK ALL AROUND』・『10th BEST』・『15th All Time Best』には末吉秀太と日高光啓のソロパートが収録されている。また『#AAABEST』に収録されているニューバージョンについても二人のソロパートは収録されている。
- 今までのシングルは表題曲とインストの2トラックで構成されていたが、このシングル以降はライブバージョンが収録されるようになった。また、それに伴い価格も上がった(300円程度)。
- 曲自体は約5分、末吉のパートを含んだバージョンは6分程度だが、PVはストーリー仕立てなので9分越えており比較的長めになっている。
- 2016年の第67回NHK紅白歌合戦にこの曲で出場。翌年1月、伊藤千晃が結婚・妊娠・グループ卒業を発表したため、ファンの間では「伊藤の体調に気を使ったのでは」と噂された[2]。

## 収録内容

### CD+DVD
CD
1. ハリケーン・リリ、ボストン・マリ (5:01)
（作詞・作曲：真島昌利　編曲：家原正樹）
テレビ朝日系テレビドラマ「7人の女弁護士」主題歌
2. BLOOD on FIRE（Live Version）(4:53)
3. ハリケーン・リリ、ボストン・マリ（Instrumental）(5:01)

DVD
1. ハリケーン・リリ、ボストン・マリ（Music Clip）
AAAのメンバーが無人島に漂着するというストーリー仕立て。

### CD ONLY
1. ハリケーン・リリ、ボストン・マリ
2. BLOOD on FIRE（Live Version）
3. ハリケーン・リリ、ボストン・マリ（Instrumental）

## 収録アルバム
『AlohAAA!』以外ロングバージョンでの収録。 
- 『ALL/2』
- 『ALL』
- 『AlohAAA!』
  - 唯一シングルバージョンでの収録。
- 『ATTACK ALL AROUND』
- 『#AAABEST』
- 『AAA 10th ANNIVERSARY BEST』
- 『AAA 15th Anniversary All Time Best -thanx AAA lot-』